# دون هاتشيسون
دون هاتشيسون (بالإنجليزية: Don Hutchison)‏ هو لاعب كرة قدم بريطاني، ولد في 9 مايو 1971 في غيتسهيد في المملكة المتحدة. شارك مع منتخب اسكتلندا لكرة القدم. أما مع النوادي، فقد لعب مع شيفيلد يونايتد وكوفنتري سيتي ونادي إيفرتون ونادي سندرلاند ونادي لوتون تاون ونادي ليفربول ونادي ميلوول ونادي هارتلبول يونايتد ووست هام يونايتد.

## مسيرته الكروية
لعب دون هاتشيسون خلال مسيرته الاحترافية مع 9 أندية في ثلاثة وعشرون موسمًا وسجل خلالها 53 هدفًا ضمن 424 مباراة. حيث فاز في موسم واحد بالكأس ولم يفز بأي دوري.
خاض دون هاتشيسون مسيرته مع نادي هارتلبول يونايتد في موسم 1989–90 ولمدة موسمين، مشاركًا في 24 مباراة سجل خلالها هدفين. ثم انتقل إلى نادي ليفربول في موسم 1991–92 واستمر معه طيلة ثلاثة مواسم، حيث شارك في 45 مباراة سجل خلالها 7 أهداف. لينتقل بعدها إلى نادي وست هام يونايتد في موسم 1994–95 في المرة الأولى ولمدة موسمين ثم في موسم 2001–02 ليلعب معه أربعة مواسم، مشاركًا طوالها في 98 مباراة سجل خلالها 15 هدفًا. ثم انتقل إلى نادي شيفيلد يونايتد في موسم 1995–96 واستمر معه طيلة ثلاثة مواسم، مشاركًا في 78 مباراة سجل خلالها 5 أهداف. هذا وانتقل لاحقًا إلى نادي إيفرتون في موسم 1997–98 واستمر معه طيلة ثلاثة مواسم، مشاركًا في 75 مباراة سجل خلالها 10 أهداف. ثم انتقل بعدها إلى نادي سندرلاند في موسم 2000–01 ولمدة موسمين، مشاركًا في 34 مباراة سجل خلالها 8 أهداف. ليعود وينتقل من جديد، لكن هذه المرة إلى نادي كوفنتري سيتي في موسم 2005–06 ولمدة موسمين، مشاركًا في 38 مباراة سجل خلالها 4 أهداف. لينتقل بعدها إلى نادي لوتون تاون في موسم 2007–08 لمدة موسم واحد، مشاركًا في 21 مباراة ولم يسجل أي هدف.

## وصلات خارجية
- دون هاتشيسون على موقع الاتحاد الأوربي (الإنجليزية)
- دون هاتشيسون على موقع الاتحاد الإسكتلندي (الإنجليزية)
- دون هاتشيسون على موقع قاعدة بيانات كرة القدم.إي يو (الإنجليزية)
- دون هاتشيسون على موقع ناشيونال فوتبول تيمز (الإنجليزية)
- دون هاتشيسون على موقع Soccerbase.com (لاعب) (الإنجليزية)
- دون هاتشيسون على موقع عالم كرة القدم.نت (الإنجليزية)